# 片山雅博
片山 雅博（かたやま まさひろ、1955年2月7日 - 2011年2月12日）は、日本のアニメーション作家、イラストレーター、日本漫画家協会事務局長、日本アニメーション協会常任理事・事務局長、広島国際アニメーションフェスティバル実行委員、多摩美術大学グラフィックデザイン学科教授。
アニメーション自主制作集団「グループえびせん」の代表として学生によるアニメーション制作を奨励、推進し、日本の各大学へのアニメーション教育の導入、学部学科の設立にも寄与した。

## 略歴
1955年2月7日、東京都に生まれる。少年時代に手塚治虫の作品に出会い、漫画やアニメーションの分野を志すようになる。
1978年に開催された日本アニメーション協会の第1回アニメーションワークショップを機に結成されたアニメーション自主制作集団「グループえびせん」では代表を勤める。グループえびせんの活動は、1980年代の自主制作アニメーション製作の隆盛を導く原動力となった。グループえびせんそのものは1980年代に入って主要メンバーの帰郷に伴い実質的に活動休止となるが、片山は日本アニメーション協会の運営に携わるようになり、1986年には第4代事務局長に就任し、日本アニメーション協会の組織改革、活性化に尽力することで、日本アニメーション協会の発展に大きく寄与した。
1998年、多摩美術大学美術学部のグラフィックデザイン学科より招聘を受け非常勤講師となる。片山の教え子には、後にアカデミー賞短編アニメーション賞を受賞した加藤久仁生や、近藤聡乃、水江未来、クリハラタカシなど多くの人材が育っている。2002年には多摩美術大学で助教授に、2005年には教授に就任している。
2011年2月12日に肺炎のため逝去。同年7月31日には「片山雅博さんを偲ぶ会」が開かれた。

## 人となり
日本アニメーション協会の集いや、日本国内外のアニメーション関連のフェス、アニメ作家を囲むパーティーなどでは、いつも人の輪の中心にいて、大きな声と大きな身体には、人を引き付ける力があった。イベントの際にはべらんめえ口調で「ひ」の発音が「し」になる江戸弁で語られるジョーク、毒舌を連発する名司会ぶりが有名。その際には、アニメやマンガのキャラクターバッジをびっしりつけたブレザーを着用して登壇し、自身の服装の怪しさを指摘の上で自分が怪しい者ではないと切り出して、場をつかんでいた。バッジの中には他者からプレゼントされたものもある。